# Placa das Marianas

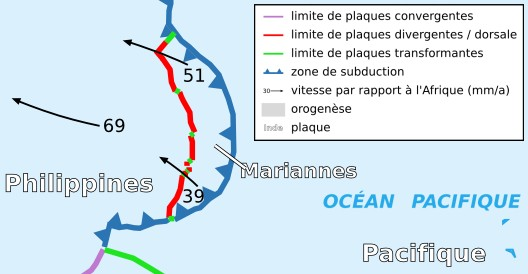
Localização da Placa das Marianas.

A Placa de Marianas é uma placa tectônica de pequena dimensão e grande beleza.